# Mars Chocolat France
 (juillet 2020).
Mars Wrigley Confectionery France (anciennement Mars Chocolat France) est une filiale du groupe Mars Inc. Elle assure les activités « Confiserie de chocolat » et « Crèmes glacées » du groupe pour la France et une partie du marché européen.
Avec plus de 1 100 employés, Mars Chocolat France fabrique dans les sites de Haguenau et de Steinbourg (Alsace) les confiseries de marques M&M’s, MyM&M’s, Mars, Milky Way, Topic (uniquement pour le marché britannique) et les crèmes glacées pour toute l’Europe. Elle commercialise également les autres marques du groupe comme Snickers, Twix, Balisto, Bounty, Maltesers ou encore Skittles.
En 2009, Mars Chocolat France a réalisé un chiffre d’affaires de 600 millions €. L’entreprise est dirigée depuis 2009 par Thierry Gaillard, ancien directeur général des biscuits LU. La précédente PDG, Nathalie Roos, occupe à présent le poste de Présidente Europe des marchés multi-catégories du Groupe MARS Inc.
Le 22 février 2019 la société change de nom.

## Historique de l'implantation du groupe en France
Entreprise familiale créée par Frank et Ethel Mars en 1911, date de la fabrication des premiers bonbons au beurre à Tacoma dans l’État de Washington aux États-Unis. Le groupe MARS Inc. compte aujourd’hui 66 000 salariés répartis dans plus de 75 pays. Il génère un chiffre d’affaires annuel de plus de $30 milliards.[réf. nécessaire]
Son implantation en France date de l’après-guerre. Le second conflit mondial a donné l’occasion aux consommateurs européens de se familiariser avec les produits Mars, lesquels faisaient partie de la ration des soldats américains (barres chocolatées). Dès 1951, la barre Mars est commercialisée en France.
La première usine du groupe dans l’hexagone va cependant être une usine de transformation en alimentation animale, construite en 1973 à Saint-Denis-de-l’Hôtel.
Une usine de barres chocolatées et de M&M’S est construite en 1976 à Haguenau en Alsace. Cette installation accueille aujourd’hui le siège social de Mars Chocolat France. L’implantation du groupe dans cette région sera renforcée par la création d’une usine de glace à Steinbourg en 1989.

### De Masterfoods France à Mars Chocolat France
L’implantation du groupe en France avait reposé sur la création de filiales distinctes (Mars Alimentaire, Unisabi, Doveurope), lesquelles ont été réunies en 2001 sous l’entité Masterfoods France, reprenant le nom de la plupart des filiales de Mars Inc. à travers le monde.
À la fin de l’année 2006, le terme Masterfoods a été remplacé à l’échelle mondiale par le terme historique de Mars dans un effort d’harmonisation des marques et en référence à la famille Mars. Deux nouvelles entités distinctes sont créées : Mars Chocolat France et Mars Petcare and Food France.
Le groupe Mars Inc. compte donc à présent sept filiales françaises : 
- Mars Petcare and Food France
- Mars Information Service qui possède une unité informatique à Haguenau en Alsace
- La filiale française du groupe Wrigley, racheté par Mars Inc. en 2008
- Mars Chocolat France
- Royal Canin pour les chiens et les chats
- Mars Drinks (Système de distribution de boissons)
- Mars Fishcare (industrie aquatique)

### Implantations et activités de Mars Chocolat France
L’activité de Mars Chocolat France repose sur deux sites de fabrication implantés en Alsace.
- L’usine de Haguenau qui abrite le siège de l’entreprise et ses services administratifs, et qui fabrique les barres chocolatées Mars et Topic ainsi que les confiseries M&M’s pour l’ensemble du marché européen. Son personnel dépasse les 700 personnes, dont 220 en fabrication . Plus de 60 000 tonnes de produit sorte de cette usine chaque année, dont 73 % pour l'export[4].
- L’usine de Steinbourg qui fabrique l’ensemble des crèmes glacées commercialisées par Mars en Europe. Elle emploie 263 associés dont 170 en fabrication.

Cette implantation locale est renforcée par la présence d’une usine d’alimentation animale à Ernolsheim-Bruche et une usine de chewing-gum à Biesheim, faisant du groupe Mars d’un des premiers employeurs privés de la région Alsace.
Le site de Haguenau a la particularité de fabriquer la première confiserie personnalisable d’Europe, myM&M’S, lancée en 2003 aux États-Unis et en 2006 en Europe.

### Marques commercialisées
Les principales marques de produits chocolatés fabriqué ou commercialisés en France par l’entreprise sont : Mars, Twix, Snickers, M&M’S, Maltesers, Bounty, Delight de Mars, Milky Way, Celebrations, Skittles, Topic et Balisto. Pour la crème glacée, il s’agit des barres glacées Mars, Milky Way, Snickers, Bounty, Twix, Maltesers et M&M’s Crème glacée.

## Développement durable
Le 8 avril 2009, Mars annonce une collaboration avec l’ONG Rainforest Alliance afin d’atteindre 100 000 tonnes par an de cacao certifié, c’est-à-dire l’ensemble de la consommation de l’entreprise, d’ici à la fin 2020. En 2008, le groupe Mars et l'ONG ont lancé un programme commun de développement en Afrique de l'Ouest, baptisé « Partenariat de Mars pour les communautés africaines de demain du cacao ». Par ce partenariat, Mars s'assure une collaboration à long terme des producteurs de cacao partenaires tout en finançant le développement d’hôpitaux ou d’écoles. De son côté, Rainforest Alliance fournit des débouchés commerciaux aux paysans qui s'engagent à respecter l'environnement.

## Divers produits

### Lancement d’une nouvelle recette de la barre Mars
En 2007, Mars Chocolat France a modifié la recette de la barre Mars afin de l’adapter au marché français. La barre a donc été allégée, passant de 225 à 186 calories. Elle est commercialisée uniquement en France sous le nom « Mars Cœur Fondant » et s’est avéré un succès commercial. La fabrication de cette nouvelle barre est le résultat d’un programme d'investissement de 73 millions € sur trois ans engagé sur le site de production en Alsace.

### Échec de cocoaVia
En octobre 2008, Mars Chocolat France lance la vente de barres chocolatées en pharmacie. D’abord testée aux États-Unis et en Belgique, la barre CocoaVia aurait en effet eu, selon ses promoteurs, la particularité d'aider à lutter contre les maladies cardio-vasculaires du fait d’une forte teneur en flavanol. Cependant, la commercialisation de cocoaVia est stoppée dès 2009[réf. nécessaire].

### Rappel préventif de certaines barres chocolatées
En février 2016, Mars Chocolat France procède au rappel préventif de certaines barres chocolatées fabriquées à Veghel aux Pays-Bas, à la suite de la découverte d’un fragment de plastique dans l’un de ses produits. Le rappel concerne des barres Mars et Snickers, et des bonbons Celebrations.